# Thierry Coup
Thierry Coup Jean-André est le premier vice-président senior, directeur de la création en chef de Universal Creative, Universal Parks & Resorts de recherche et développement de la division. Il a commencé sa carrière dans l'industrie cinématographique, réalisant des décors et des effets visuels. Il s'est tourné vers la conception de parcs à thème au début des années 1990 lorsque Walt Disney Parks and Resorts lui a offert un poste chez Walt Disney Imagineering. À la fin des années 1990, il est passé chez Universal Creative et a travaillé sur des projets tels que The Amazing Adventures of Spider-Man, Harry Potter and the Forbidden Journey, Transformers: The Ride et The Wizarding World of Harry Potter - Diagon Alley.

## Biographie
Thierry Coup a commencé sa carrière en travaillant dans l'industrie du cinéma et de la télévision. Il a fourni la scénographie, les effets visuels et l'animation image par image pour une variété de films et de publicités télévisées. Il est crédité pour avoir travaillé sur Retour vers le futur, Le Vol du Navigateur, Total Recall, Dick Tracy et Gremlins 2 : La Nouvelle Génération,,.
La division de recherche et développement de Walt Disney Parks and Resorts, Walt Disney Imagineering, a remarqué son travail et lui a ensuite offert un emploi au début des années 1990. Bien qu'il ne cherche pas à quitter l'industrie du cinéma et de la télévision, il a été intrigué par les défis que le nouvel emploi impliquerait et a accepté le poste. Sa première tâche avec Disney était de repenser Tomorrowland à Disneyland. Il a ensuite travaillé aux côtés d'autres personnes sur la conception de Discoveryland au Parc Disneyland, où il s'est particulièrement concentré sur Space Mountain: De la Terre à la Lune. Ses deux derniers projets pour Disney concernaient le parc Walt Disney Studios : Armageddon : Les Effets Spéciaux et Moteurs ... Action! Stunt Show Spectacular (ce dernier a été dupliqué pour Disney's Hollywood Studios plusieurs années plus tard).
À la fin des années 1990, Thierry Coup est retourné aux États-Unis et a commencé à travailler pour Universal Creative. À l'époque, la division se concentrait principalement sur le développement d'Islands of Adventure à Orlando, en Floride. Il a été nommé directeur créatif de la zone Marvel Super Hero Island. L'attraction phare de cet univers était The Amazing Adventures of Spider-Man, un parcours scénique prototype qui combinait des images 3D avec un simulateur de mouvement monté sur piste. Thierry Coup était à la fois le concepteur de production et le producteur de film pour le trajet et détient un brevet pour une partie de la technologie du trajet,. L'attraction a ensuite été clonée pour Universal Studios Japan.
Après le lancement de Islands of Adventure en 1999, Il travaille sur le développement de films 4D pour les parcs Universal à travers le monde. Aux États-Unis, Shrek 4-D est lancé, tandis qu'au Japon, Sesame Street 4-D Movie Magic ouvre ses portes,. Les deux films ont depuis été présentés dans des parcs appartenant à SeaWorld Parks & Entertainment, aux parcs de Village Roadshow et à Parques Reunidos,. Un travail sur une rénovation de Revenge of the Mummy et Studio Tour à Universal Studios Hollywood, a suivi,.
Le prochain grand projet de Coup était d'être le directeur créatif de The Wizarding World of Harry Potter à Islands of Adventure. Avec d'autres employés d'Universal Creative, il fait plusieurs voyages en Écosse pour rencontrer JK Rowling, l'auteur de la série de livres de Harry Potter. L'attraction principale de la zone est Harry Potter and the Forbidden Journey, une attraction pour qui il a servi à la fois de directeur créatif et de réalisateur. La zone thématique globale a été un succès avec une augmentation de la fréquentation de 36% après le lancement. Des clones ont suivi à Universal Studios Hollywood et Universal Studios Japan.
En janvier 2011, Thierry Coup a été promu au poste de vice-président senior pour Universal Creative. Son rôle consiste à diriger « les activités de développement créatif pour les attractions à venir de tous les parcs à thème Universal dans le monde entier ». Dans ce nouveau rôle, il est le directeur créatif de Transformers: The Ride et a supervisé le développement de Despicable Me: Minion Mayhem,. En 2013, il travaille sur l'expansion de l'univers The Wizarding World of Harry Potter dans le parc adjacent à Islands of Adventure ; Universal Studios Florida.
Dirigé par Thierry Coup, l'introduction de The Wizarding Worlds a été une transformation pour Universal Orlando Resort et Universal Studios Japan. Plus récemment, il a contribué à une augmentation significative de la fréquentation à Universal Studios Hollywood. Ces zones immersives sont devenues un point de référence de l'industrie pour l'utilisation de la thématisation, de la propriété intellectuelle et de la conception de parcs à thème.

## Projets
| Attraction                                        | Localisation                                                                 | Année d'ouverture | Rôle                                        |
| ------------------------------------------------- | ---------------------------------------------------------------------------- | ----------------- | ------------------------------------------- |
| Tomorrowland                                      | Disneyland                                                                   | 1998              | Production Designer                         |
| Space Mountain: De la Terre à la Lune             | Parc Disneyland                                                              | 1995              | Production Designer                         |
| Armageddon : Les Effets Spéciaux                  | Walt Disney Studios Park                                                     | 2002              | Creative Director                           |
| Moteurs... Action! Stunt Show Spectacular         | Walt Disney Studios Park                                                     | 2002              | Creative Director                           |
| Marvel Super Hero Island                          | Islands of Adventure                                                         | 1999              | Creative Director                           |
| The Amazing Adventures of Spider-Man              | Islands of Adventure                                                         | 1999              | Production Designer / Producer              |
| Sesame Street 4-D Movie Magic                     | Universal Studios Japan                                                      | 2003              | Creative Director / Producer                |
| Shrek 4-D                                         | Universal Studios Florida / Hollywood                                        | 2003              | Creative Director / Producer                |
| Revenge of the Mummy                              | Universal Studios Florida / Hollywood                                        | 2004              | Art Director                                |
| The Wizarding World of Harry Potter               | Islands of Adventure / Universal Studios Hollywood / Universal Studios Japan | 2010              | Executive Creative Director                 |
| Harry Potter and the Forbidden Journey            | Islands of Adventure / Universal Studios Hollywood / Universal Studios Japan | 2010              | Executive Creative Director / Film Director |
| King Kong: 360 3-D                                | Universal Studios Hollywood                                                  | 2010              | Executive Producer                          |
| Transformers: The Ride                            | Universal Studios Singapore                                                  | 2011              | Creative Director / Producer / Director     |
| Despicable Me: Minion Mayhem                      | Universal Studios Florida                                                    | 2012              | Executive Producer                          |
| The Wizarding World of Harry Potter: Diagon Alley | Universal Studios Florida                                                    | 2014              | Creative Director / Executive Director      |
| Harry Potter and the Escape from Gringotts        | Universal Studios Florida                                                    | 2014              | Executive Creative Director / Film Director |
| Hogwarts Express                                  | Islands of Adventure / Universal Studios Florida                             | 2014              | Executive Creative Director / Film Director |
| Fast & Furious: Supercharged                      | Universal Studios Hollywood                                                  | 2015              | Executive Creative Director / Film Director |